# Praon americanum
Praon americanum är en stekelart som först beskrevs av William Harris Ashmead 1889.  Praon americanum ingår i släktet Praon och familjen bracksteklar. Inga underarter finns listade i Catalogue of Life.